# 吉田大就
吉田 大就（よしだ たいしゅう、1997年6月19日 - ）は、千葉県浦安市出身の元プロ野球選手（内野手）。
兄は東京ヤクルトスワローズに所属していた元プロ野球選手の吉田大成。

## 経歴
高校卒業後は関東学院大学に進学。大学4年次の2019年からはプロ野球独立リーグ・ベースボール・チャレンジ・リーグの埼玉武蔵ヒートベアーズに所属。1年目は途中加入ながら一塁手、三塁手、遊撃手、左翼手、右翼手の5つのポジションをこなし、守備の要として活躍。2020年は遊撃手をメインに出場し、監督の角晃多からは注目の選手の一人として名前を挙げられた。チームで唯一内野全ポジションでスタメン出場している。10月に退団を発表しその直後に有鈎骨骨折の手術を受けることも同時に発表した。
2021年は社会人野球クラブチームのハナマウイで野球を続けた。
2022年からはプロ野球独立リーグ・関西独立リーグの堺シュライクスに入団することが発表され、プロ野球に復帰。4代目キャプテンに就任することも決まった。5月12日の読売ジャイアンツ三軍交流戦、6月16日の福岡ソフトバンクホークス三軍交流戦の関西独立リーグ選抜メンバーに選出された。6月は打率.378、出塁率.547の好成績を残し、チームの月間MVPに選出された。7月27日のオリックス・バファローズ二軍交流戦の選抜メンバーにも選出された。10月6日に自身のツイッターで、同月4日に現役を引退したことを発表した。シーズン24死球という珍しいリーグ新記録を樹立した。
2023年は軟式野球に転向してのプレーを模索している。その後本人のSNSの投稿で南関東日野自動車の軟式野球部に所属していることが明かされている。

## 人物
兄の吉田大成は東京ヤクルトスワローズに所属していたが、奇しくも大就が現役を引退した2022年10月4日にヤクルトから戦力外通告を受け、同年11月3日、大就と同じ年に現役引退を決断した。

## 詳細情報

### 独立リーグでの打撃成績
| 年 度    | 球 団     | 試 合 | 打 席 | 打 数 | 得 点 | 安 打 | 二 塁 打 | 三 塁 打 | 本 塁 打 | 塁 打 | 打 点 | 盗 塁 | 盗 塁 死 | 犠 打 | 犠 飛 | 四 球 | 敬 遠 | 死 球 | 三 振 | 併 殺 打 | 打 率 | 出 塁 率 | 長 打 率 | O P S |
| -------- | --------- | ----- | ----- | ----- | ----- | ----- | -------- | -------- | -------- | ----- | ----- | ----- | -------- | ----- | ----- | ----- | ----- | ----- | ----- | -------- | ----- | -------- | -------- | ----- |
| 2019     | 武蔵 埼玉 | 38    | 134   | 111   | 19    | 28    | 5        | 1        | 0        | 35    | 11    | 2     | 0        | 4     | 1     | 9     | -     | 9     | 29    | 2        | .252  | .354     | .315     | .669  |
| 2020     | 武蔵 埼玉 | 43    | 75    | 65    | 8     | 13    | 0        | 1        | 0        | 15    | 5     | 0     | 1        | 3     | 0     | 3     | -     | 4     | 20    | 1        | .200  | .278     | .231     | .509  |
| 2022     | 堺        | 46    | 213   | 160   | 33    | 39    | 5        | 0        | 0        | 44    | 22    | 7     | 2        | 5     | 1     | 23    | -     | 24    | 26    | 7        | .244  | .413     | .275     | .688  |
| BCL：2年 | BCL：2年  | 81    | 209   | 176   | 27    | 41    | 5        | 2        | 0        | 50    | 16    | 2     | 1        | 7     | 1     | 12    | -     | 13    | 49    | 3        | .233  | .327     | .284     | .611  |
| KDL：1年 | KDL：1年  | 46    | 213   | 160   | 33    | 39    | 5        | 0        | 0        | 44    | 22    | 7     | 2        | 5     | 1     | 23    | -     | 24    | 26    | 7        | .244  | .413     | .275     | .688  |

- 2022年度シーズン終了時
- 太字はリーグ最高
- 埼玉武蔵ヒートベアーズは、2020年より「武蔵」から「埼玉」に略称を変更。

### 背番号

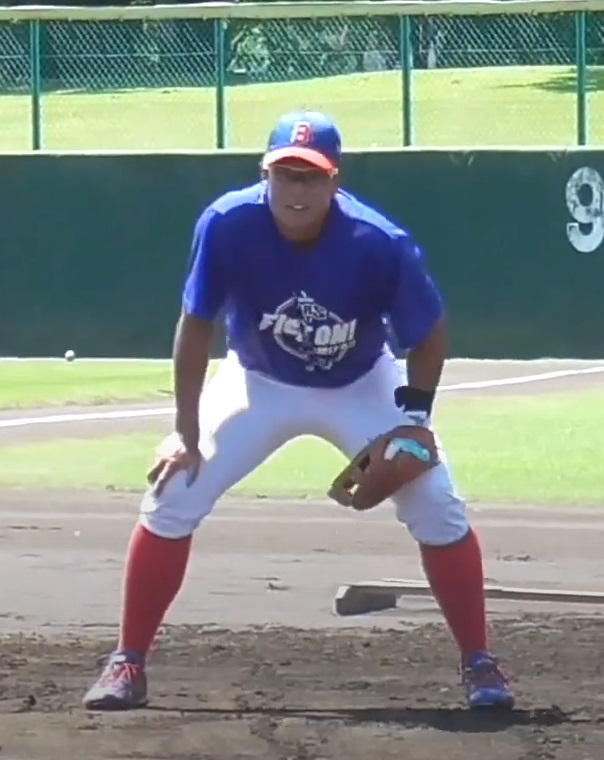
埼玉武蔵ヒートベアーズ時代
（2020年6月20日）

- 5（2019年 - 2020年）
- 3（2022年）